# 3242 Bakhchisaraj
3242 Bakhchisaraj је астероид главног астероидног појаса са средњом удаљеношћу од Сунца која износи 2,682 астрономских јединица (АЈ).
Апсолутна магнитуда астероида је 12,3.